# Henry L. Stimson
Henry Lewis Stimson (Nova Iorque, 21 de setembro de 1867 – Long Island, 20 de outubro de 1950) foi um advogado, diplomata e político norte-americano filiado ao Partido Republicano. Ele serviu em duas ocasiões como Secretário da Guerra (de 1911 a 1913 sob William Howard Taft e de 1940 a 1945 sob Franklin D. Roosevelt e Harry Truman. Na segunda ocasião ele liderou o chamado de guerra contra a Alemanha Nazista. Durante a Segunda Guerra Mundial ele ficou encarregado de encontrar e treinar treze milhões de soldados e aviadores, supervisionou os gastos nas Forças Armadas, ajudou a formular uma estratégia militar e tomou controle da construção e uso da bomba atômica. Ele também foi governador-geral das Filipinas. Como Secretário de Estado durante a presidência de Herbert Hoover, ele articulou a Doutrina Stimson que anunciou a oposição norte-americana a expansão japonesa pela Ásia.